# Chovinismo social
El chovinismo social puede ser descrito como patriotismo agresivo o fanático, particularmente durante un tiempo de guerra, apoyando a la nación propia (p. ej., gobierno, cultura, etc.) sobre otras naciones, mostrado por socialistas o socialdemócratas. Durante la Primera Guerra Mundial, la mayoría de partidos de la izquierda política tomaron una posición social-chovinista, con pocas excepciones. La mayoría de socialistas dejaron de lado el antimilitarismo y su creencia en la unidad internacional entre la clase obrera a favor de "defensa de la patria", e inclinándose hacia el social-chovinismo, los casos más notables fueron los del Partido socialdemócrata alemán y el Partido Socialista francés.
La consecuencia de esta política en las relaciones laborales en los países beligerantes era algo  llamado Burgfriedenspolitik en Alemania, un término derivado del concepto medieval de "paz (especialmente entre familias feudales) dentro de una ciudad sitiada". Otros países tuvieron sus términos propios. Por esto, las huelgas y otras formas de acción industrial cesaron durante la guerra. Cuando estas re-emergieron después de la Primera Guerra Mundial, se formaron con el ejemplo de los bolcheviques de triunfar en una revolución, una esperanza por las condiciones la cual ocurrió durante la guerra fue una motivación importante para el fascismo.
Este concepto es el que está detrás del primer lema de la trilogía de George Orwell en su novela, la cual fue publicada en 1949, "Mil novecientos ochenta y cuatro: la guerra es Paz". Su sociedad imaginaria se mantiene alejada de protestas laborales por mantener un estado constante guerra. 
Dos ejemplos notables de comunistas que lucharon contra el chovinismo social en Alemania durante la Primera Guerra Mundial fueron Rosa Luxemburgo y Karl Liebknecht. Ambos defendieron un internacionalismo proletario, creyendo que las relaciones sociales comunes unen a los trabajadores a través de cualquier frontera. Acentuaron que la única violencia que el proletariado debería utilizar es la violencia necesaria para una revolución socialista. Un eslogan común utilizado contra el chovinismo social fue "No war but the class war" (en inglés, ninguna guerra excepto la lucha de clases).
El chovinismo social renació en la Europa del siglo XXI debido a las distintas crisis migratorias. Por ejemplo, en Alemania con el nacimiento de “Aufstehen” (En Pie), una plataforma liderada por Sahra Wagenknecht, diputada del partido de izquierda Die Linke, que propone como base de su acción política que "en este contexto de globalización, los asalariados y los obreros manuales no solo ven empeorar sus condiciones de trabajo, sino que sienten amenazada su propia identidad debido al crecimiento de la inmigración". Por lo tanto propone regular la inmigración a la que acusa de ser "mano de obra barata" que influye negativamente sobre el mercado laboral.